# Biblioteca pública municipal Iván de Vargas

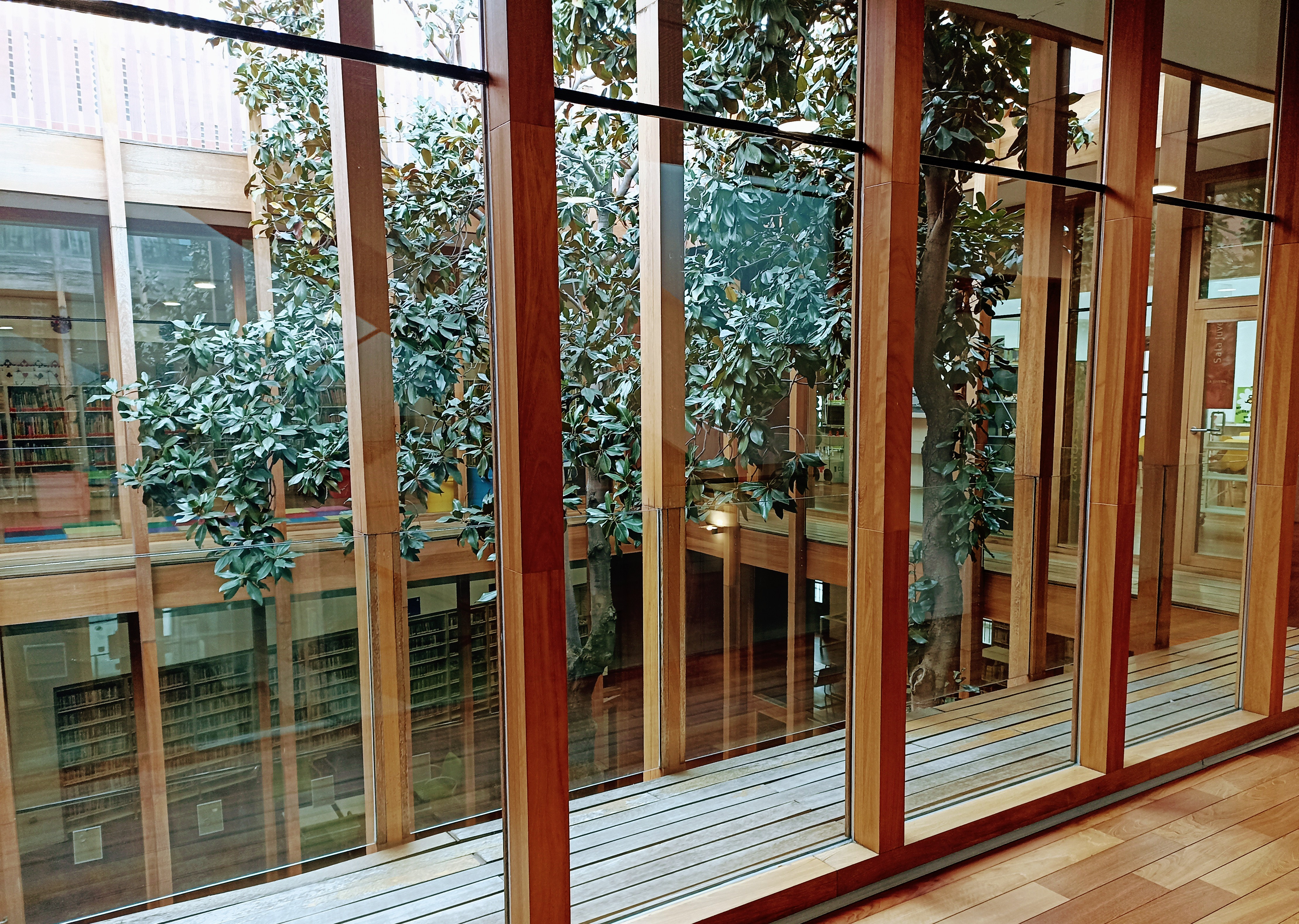
Interior Biblioteca Municipal Iván de Vargas

La Biblioteca Pública Municipal Iván de Vargas es parte de la red de bibliotecas del Ayuntamiento de Madrid. Está situada en el n.º 5 de la calle de San Justo, en el barrio de Palacio del distrito Centro de la capital de España.

## Historia del edificio
El solar en el que se sitúa la biblioteca fue propiedad de los Vargas, uno de los linajes de alcurnia desde la época de la Reconquista en Madrid. Su participación junto a las tropas de Alfonso VI hizo que fueran recompensados con tierras y distintas posesiones, algunas de ellas, en el entorno de la Plaza de la Paja, como el Palacio de los Vargas o el actual Museo de los Orígenes
La casa figura en el parcelario madrileño desde el siglo xvii, si bien el edificio conservado databa del xviii. En la década de 1950 fue demolido de forma parcial para abrir la plazuela del Obispo. Su gran deterioro desde la década de 1970 originó un primer expediente de ruina en 1995. En el año 1999, el Ayuntamiento de Madrid compró el inmueble, que finalmente fue derribado, tras documentarlo gráfica y fotográficamente y retirar los escudos y piezas de interés histórico. El concurso de ideas para su reconstrucción celebrado en el 2000 fue ganado por el Estudio Andrada Arquitectura, y la biblioteca pública se inauguró en febrero de 2011.
Conserva en su patio interior el brocal de un pozo, que fue objeto de peregrinación en la década de 1950 debido a la superstición de que sus aguas eran milagrosas, relacionada probablemente con el hecho de que la familia Vargas fueron los patrones de Isidro Labrador, entre cuyos milagros se cuenta el de haber elevado el nivel de agua de un pozo.

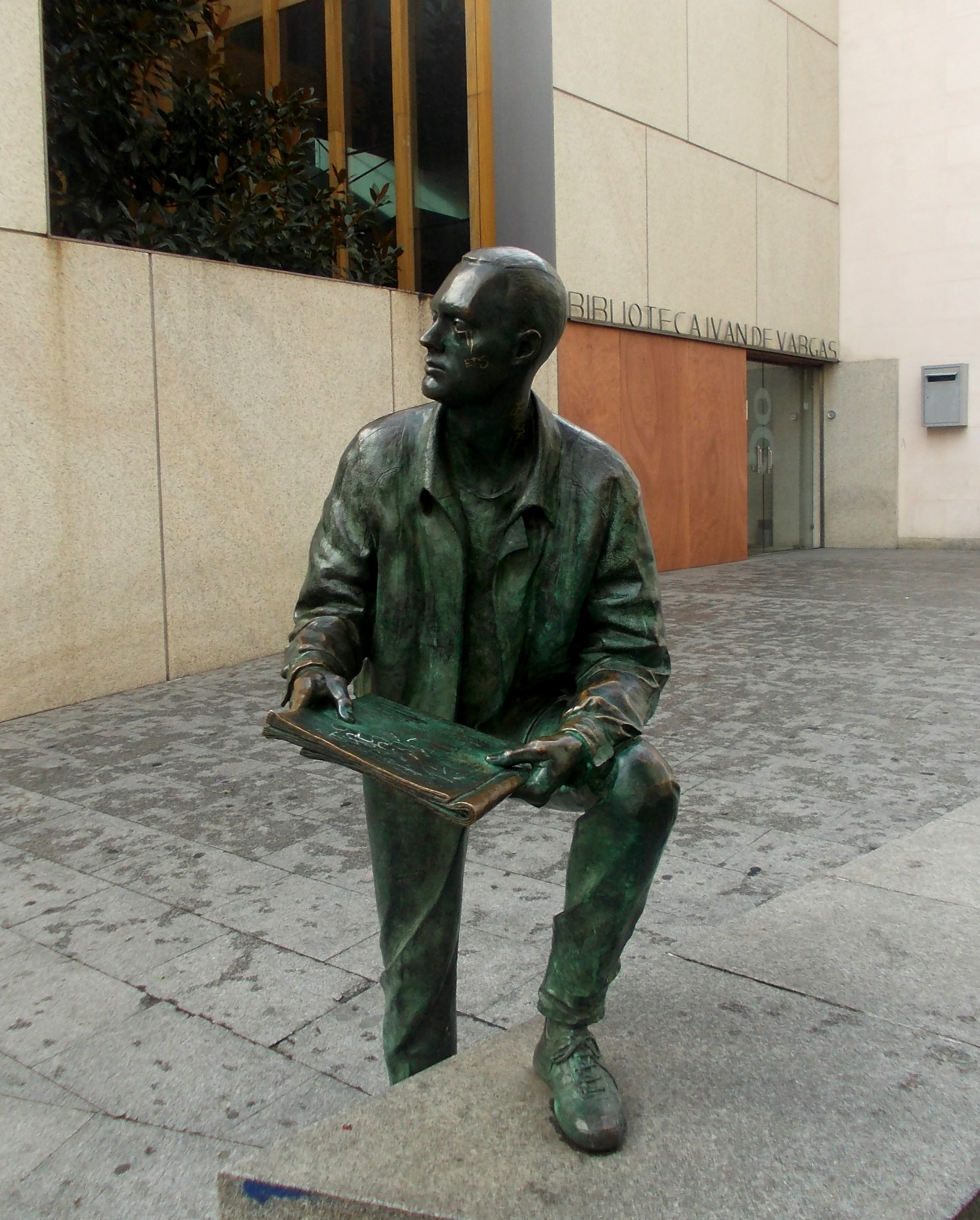
Monumento en la Biblioteca Pública Municipal Iván de Vargas, Madrid

La biblioteca alberga materiales en diferentes soportes: monografías, multimedia, prensa y revistas. En el exterior se encuentra la escultura callejera El lector, dedicada al cronista Carlos Cambronero, obra en bronce de Félix Hernando García.